# Wielewo (powiat braniewski)
Wielewo – osada w Polsce położona w województwie warmińsko-mazurskim, w powiecie braniewskim, w gminie Braniewo w pobliżu trasy linii kolejowej Elbląg-Braniewo-Królewiec i przy drodze krajowej nr 54.
W latach 1975–1998 miejscowość administracyjnie należała do województwa elbląskiego. Osada znajduje się w historycznym regionie Warmia.
Inne miejscowości o nazwie Wielewo: Wielewo